# 五節芒畸節蜱
五節芒畸節蜱（学名：Abacarus floridulus）为節蜱科畸節蜱屬下的一个种。